# Magda Gabor
Magdolna "Magda" Gabor (Budapest, Imperio austrohúngaro; 11 de junio de 1915 - Palm Springs, California; 6 de junio de 1997) fue una actriz y celebridad estadounidense de origen húngaro, que desarrolló una carrera regular en Hollywood al lado de sus hermanas Zsa Zsa y Eva.

## Vida
Magda fue hija de la joyera Jolie Gabor (1894-1997), y Vilmos Gábor (1884-1962), un soldado y militar. Nació en 1915 en Budapest, siendo la mayor de tres hermanas: Zsa Zsa y Eva, ambas actrices y personajes recurrentes de la alta sociedad estadounidense. De ascendencia judía, está en la lista húngara de Los nombres judíos de el Archivo Sionista Central, bajo su primer nombre de casada, Magda Bychowsky.
Durante la Segunda Guerra Mundial, se divulgó que Gabor había sido la novia del embajador portugués de Hungría, Carlos Sampaio Garrido, mientras que otra fuente dice que ella era su amante y otra afirma que fue su ayudante. Después de que ella huyera a Portugal en 1944, tras la ocupación nazi de Hungría y con la asistencia de Sampayo, se dice que fue la amante del aristócrata español José Luis de Vilallonga.
Gabor llegó a los Estados Unidos en febrero de 1946, con la intención de permanecer en el país por un año y al parecer, volver a Lisboa, Portugal, donde estaba viviendo. Sin embargo, después de un año de su llegada se casó con un estadounidense y se mantuvo en el país.

## Matrimonios
Al igual que sus hermanas menores, Gabor fue conocida por sus numerosos matrimonios; de los que no tuvo descendencia alguna:
- Jan Bychowsky (1902-1944), un conde polaco y piloto de la RAF. Se casaron en 1937.
- William M. Rankin (1900-1966), dramaturgo y guionista estadounidense (The Harvey Girls, entre otras películas); la pareja se casó en 1946 y se divorciaron en Los Ángeles el 11 de agosto de 1947.
- Sidney Robert Warren, un abogado. Se casaron en Riverhead, Long Island, Nueva York, el 14 de julio de 1949 y se divorciaron al año siguiente.
- Arturo Gallucci, presidente de Samuel Gallucci & Hijo, una de las empresas más antiguas de contratación de construcción en los Estados Unidos. Se casaron en Franklin, Nueva Jersey, el 1 de abril de 1957. Murió de cáncer en 1967.
- George Sanders, un actor británico, que se había casado con su hermana Zsa Zsa Gabor. Se casaron en Riverside, California, el 4 de diciembre de 1970. El matrimonio fue anulado en febrero de 1971.
- Tibor R. Heltai, un asesor económico que se convirtió en un corredor de bienes raíces. Se casaron en Southampton, Nueva York, el 5 de agosto de 1972, se separaron en junio de 1973, y se divorció dos años después, en 1975.

## Muerte
Más de tres décadas después de sufrir un derrame cerebral y estar incapacitada, Magda Gabor murió el 6 de junio de 1997, de insuficiencia renal, dos meses después de la muerte de su madre, y fue enterrada en el Desert Memorial Park, en Cathedral City, California.

## Filmografía

### Cine
- Mai lányok (1937)... Ella misma

### Televisión
- The People vs. Zsa Zsa Gabor (1991)... Ella misma
- V.I.P.-Schaukel (1974)... Ella misma
- The Colgate Comedy Hour (1955)... Ella misma
- Four Star Revue (1953)... Ella misma

- Datos: Q2603347